# کاکل‌خروسی‌ها
کاکل‌خروسی‌ها (نام علمی: Rupicola) نام یک سرده از تیره گوهرمرغان است.